# Polyura kannegieteri
Polyura kannegieteri är en fjärilsart som beskrevs av Percy I. Lathy 1913. Polyura kannegieteri ingår i släktet Polyura och familjen praktfjärilar. Inga underarter finns listade i Catalogue of Life.